# Andrzej Brzuchal-Sikorski

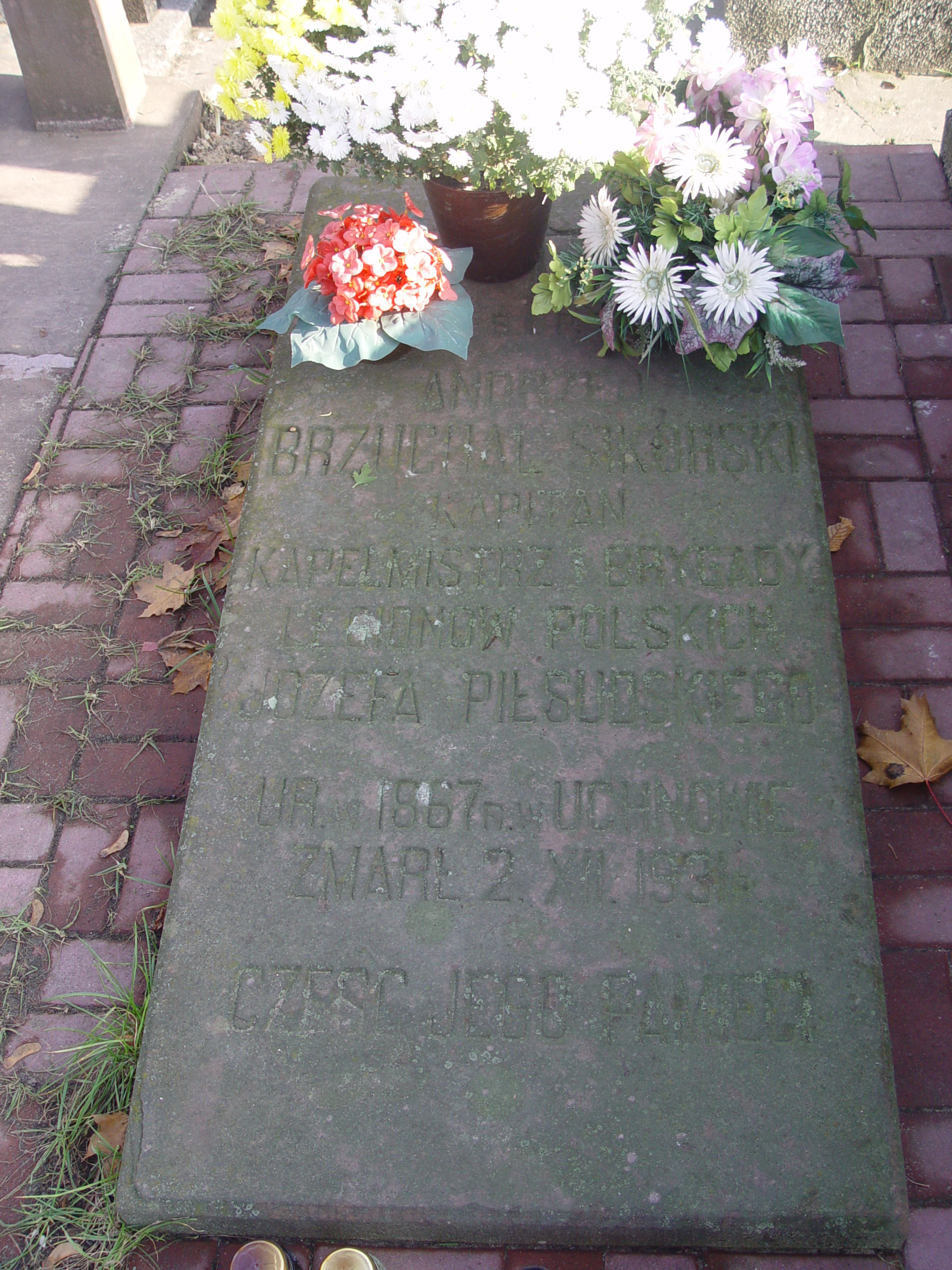
Nagrobek kpt.Andrzeja Brzuchal-Sikorskiego na Cmentarzu parafialnym w Busku-Zdroju

Andrzej Brzuchal-Sikorski (ur. 12 listopada 1867 w Udryczach, zm. 2 grudnia 1931 w Busku) – kapitan, kapelmistrz orkiestry I Brygady Legionów Polskich Józefa Piłsudskiego, pierwszy wykonawca i aranżer Marsza I Brygady (My, Pierwsza Brygada), prawdopodobny autor muzyki do utworu. 

## Życiorys
Andrzej Brzuchal urodził się we wsi Udrycze, parafia Sitaniec, w powiecie zamojskim, z małżeństwa Bartłomieja (ur. 1835) i Franciszki z Kardaszów. Jego siostra Franciszka Bakuniakowa (ur. 1878) była działaczką i poetką ludową. Od 1894 był mężem Felicji z Wojnakowskich (1878–1928).
Razem z bratem Józefem grali w Orkiestrze Symfonicznej im. Karola Namysłowskiego w Zamościu. W 1905 został kapelmistrzem, reaktywowanej w 1899, orkiestry Kieleckiej Straży Ogniowej.
10 września 1914, w dniu gdy oddziały strzeleckie opuszczały Kielce, kapelmistrz Andrzej Brzuchal wraz z całą orkiestrą wstąpił w szeregi strzelców. I od tego dnia kielecka orkiestra i jej kapelmistrz, który przybrał pseudonim Sikorski, towarzyszyli oddziałom J.Piłsudskiego.
W 1917 po kryzysie przysięgowym Niemcy internowali legionistów, orkiestrę i jej kapelmistrza w Szczypiornie. Po odzyskaniu niepodległości Andrzej Brzuchal, wraz z innymi muzykami z orkiestry wstąpił w szeregi Wojska Polskiego. 
Był kapelmistrzem 9 Pułku Piechoty Legionów w Zamościu. Z dniem 31 grudnia 1926 został przeniesiony w stan spoczynku. W 1930 zamieszkał u rodziny Lotków we wsi Siesławice koło Buska-Zdroju. Kilka ostatnich miesięcy przed śmiercią spędził u państwa Banasiewiczów w Busku-Zdroju. Na jego pogrzebie przybyły trzy orkiestry dęte: 4 Pułku Piechoty Legionów z Kielc, OSP Busko i OSP Kielce. Pożegnany został melodią Marsza kieleckiego nr 10. Spoczywa na Cmentarzu parafialnym w Busku-Zdroju.

## Ordery i odznaczenia
- Krzyż Niepodległości – pośmiertnie 16 marca 1937 „za pracę w dziele odzyskania niepodległości”[4]

## Upamiętnienie
W sierpniu 2001, w Kielcach, na budynku przy ul. św. Leonarda, w którym niegdyś mieściła się straż ogniowa, odsłonięta została tablica pamiątkowa o treści: "Andrzejowi Brzuchalowi, który 10.IX.1914 roku wstąpił z orkiestrą do oddziałów strzeleckich J.Piłsudskiego przynosząc ze sobą melodię Marsza kieleckiego, później pieśni My, Pierwsza Brygada – Kielczanie – Związek Piłsudczyków Oddz. Świętokrzyski – Woj. Konserwator Zabytków – Pracownia Plastyczna A. i K. Moderau – Kielce 2001". Pierwsza tablica, która była umieszczona w tym miejscu w 1939, zaginęła podczas wojny.
W październiku 2016 w Szkole Podstawowej imienia Kornela Makuszyńskiego w Siesławicach odsłonięto tablicę pamiątkową poświęconą Andrzejowi Brzuchalowi-Sikorskiemu.